# Бєляєв Володимир Іванович (волейболіст)

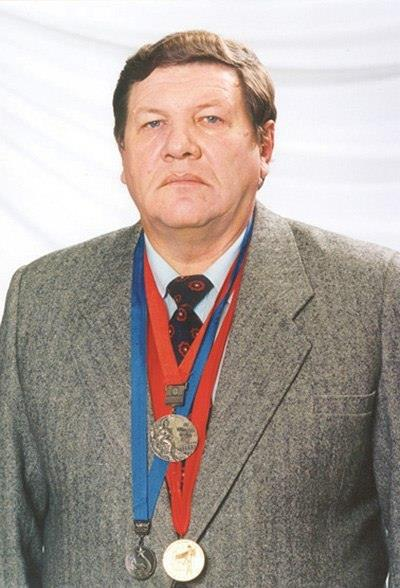

Володимир Іванович Бєляєв (7 грудня 1944, Мічурінськ, РРСФР, СРСР — 19 жовтня 2021, Харків, Україна) — український радянський волейболіст. Олімпійський чемпіон 1968 року (Мехіко).

## Життєпис
Мешкав у Луганську з 1956 року. Навчався в Луганській ДЮСШ під керівництвом тренера Івана Назаровича Кравченка. Володимира Бєляєва можна, по-своєму, уважати унікальним спортсменом: прийшовши до волейбольної секції в 10 класі (до цього він займався футболом, легкою атлетикою (спеціалізувався на метаннях), класичною боротьбою і баскетболом), він за три роки виконав норматив «Майстер спорту СРСР», а за шість років здобув золоту олімпійську медаль. Випускник факультету фізичного виховання і спорту Луганського ДПІ ім. Т. Г. Шевченка (1969).
Гравець луганської/ворошиловградської команди «Авангард»/«Зірка» (1962—1973; тренер Салін Валентин Іванович). У своїй грі команда «Зірка» дотримувалася гострокомбінаційного стилю, із частою зміною місць нападниками. Нападник. Володів надпотужним прямим нападаючим ударом, найчастіше атакував із зони «4»; так само результативно проводив атаки із задньої лінії. Чудово грав у захисті.

Завершив ігрову кар'єру в травні 1972 року. Надалі Володимир Іванович працював викладачем, тренером. 1978 року привів жіночу волейбольну команду «Іскра» (Ворошиловград) до срібних медалей чемпіонату СРСР.
У більш пізні роки працював учителем фізичної культури у 26-й школі Луганська і заступником голови обласного фізкультурно-спортивного товариства «Колос». В останні роки брав дієву участь у роботі Луганського обласного відділення НОК України: проводив Олімпійські уроки в школах, зустрічався з молоддю, пропагував здоровий спосіб життя, фізичну культуру і спорт.
19 жовтня 2021 року пішов із життя в Харкові.

## Нагороди, досягнення
- 1965 — присвоєно звання «Майстер спорту СРСР»;
- 1967 — чемпіон Спартакіади народів СРСР у складі збірної УРСР[9];
- 1967 — чемпіон Європи у складі збірної команди СРСР, присвоєно звання «Майстер спорту СРСР міжнародного класу»[10]. Увійшов до списку 24 кращих волейболістів СРСР («Зірка» Луганськ);
- 1968, Мехіко — Олімпійський чемпіон у складі збірної команди СРСР, присвоєно звання «Заслужений майстер спорту СРСР». Увійшов до списку 24 кращих волейболістів СРСР («Зірка» Луганськ);
- 1968 — увійшов до десятки найкращих спортсменів УРСР;
- 1969, Уругвай — бронзовий призер Кубка п'яти континентів, на якому іспаномовна преса «вигадала» для В. Бєляєва прізвисько — «Tanque ruso número cinco»;
- 1972 — срібний призер чемпіонату СРСР у складі команди «Зірка» (Ворошиловград);[11]
- 1978 — тренер срібних призерок чемпіонату СРСР жіночої волейбольної команди «Іскра» (Ворошиловград);
- 1997 — присвоєно звання «Відмінник народної освіти»;
- 2005 — присвоєно звання «Почесний громадянин міста Луганська»;
- 2006 — отримав нагороду «За розвиток регіону»;
- 2009 — отримав медаль «За заслуги перед Луганщиною ІІІ ступеня».